# 甘肃柳莺
甘肃柳莺（学名：Phylloscopus kansuensis）是雀形目柳莺属的一种鸟类，分布于中国青海及甘肃地区。
20世纪早期，甘肃柳莺曾一度被认为是黄腰柳莺的一个有效亚种（P. proregulus kansuensis）。后来，又被认为是黄腰柳莺指名亚种或青藏亚种的异名。1997年的一份研究根据声谱分析、回放实验等证据，把其列为新种。